# 米 (姓)
米（べい）は、漢姓の一つ。

## 中国の姓
2020年の中華人民共和国の統計では人数順の上位100姓に入っておらず、台湾の2018年の統計では284番目に多い姓で、723人がいる。

### 著名な人物
- 孝平献皇后（中国語版）-後晋の睿祖の石昱の妻。
- 米芾-北宋の書画家。
- 米友仁-南宋の書画家。米芾の長子。
- 米万鍾（中国語版）-明朝の画家。
- 米雯-清朝の書画家。

## 朝鮮の姓
米（べい、ミ、朝: 미）は、朝鮮人の姓の一つである。  

### 著名な人物
- 米昇右 - 大韓民国のエッセイスト、韓国語の文学者、ハングル学者、博物学者、言語学者。

### 氏族
| 氏族（地域） | 創始者 | 割合 (%) （2000年） |
| ------------ | ------ | ------------------- |
| 載寧米氏     |        |                     |
| 松林米氏     |        |                     |
| 儒城米氏     |        |                     |
| 方山米氏     |        |                     |

2015年の韓国の調査では載寧米氏が10人、残りの6人の本貫は不明。

### 人口と割合
1930年度の6世帯は咸北に居住していた。
| 年度   | 人口  | 世帯数 | 順位         | 割合 |
| ------ | ----- | ------ | ------------ | ---- |
| 1930年 |       | 6世帯  |              |      |
| 1960年 | 39人  |        | 258姓中226位 |      |
| 1985年 |       |        | 274姓中216位 |      |
| 2000年 | 199人 |        |              |      |
| 2015年 | 16人  |        |              |      |